# Masubi
Masubi est un volcan actif d'Io, satellite galiléen de Jupiter. Il est localisé sur l'hémisphère avant (dans le sens de révolution autour de Jupiter) par 49,6° S et 56,18° W, dans une région d'albédo élevé appelée Tarsus Regio. 
Ce volcan fut observé pour la première fois durant le survol de Voyager 1, le 5 mars 1979.  Voyager découvrit un panache de poussières volcaniques de 64 km de haut et de 177 km de large, principalement composé de dioxyde de soufre, sur le front nord d'un lac de lave sombre, de 501 km de long,. Les images prises par la sonde Voyager 1 juste avant que la sonde soit au plus proche de la surface de Io avaient une résolution maximale de 2 km par pixel. Ces images ont révélé un flot de lave avec une fin au nord en forme de V,  associée à la source d'un panache comme le démontre l'anneau de dépôt sombre autour de ce point. La forme bilobée du dépôt pouvait être le résultat du fait que le volcan Masubi avait deux colonnes éruptives. Ce panache volcanique de Io tout d'abord identifié sous le terme panache 8 fut nommé Masubi, en référence au dieu du feu japonais Ho-Masubi, en 1979 par l'Union astronomique internationale. Le flot de lave et le panache furent nommés Masubi Fluctus quelque temps après le lancement de la mission Galileo.
La sonde Galileo et les observations des astronomes depuis la Terre ont mis en évidence une activité volcanique à Masubi à plusieurs occasions à la fin des années 1990, bien qu'il n'y ait pas une source de chaleur persistante en ce lieu. Les instruments de Galileo ont observé un panache volcanique le long de Masubi Fluctus durant les missions Galileo, en juillet et août 1999 ainsi qu'en août 2001. Les mêmes instruments scientifiques de la sonde ont permis de photographier le dépôt laissé par le panache de septembre 1997. À chacune de ces occasions, les panaches volcaniques émanaient de différents points de Masubi Fluctus, fournissant par la suite la preuve que les panaches volcaniques comme celui des éruptions de Masubi sont produits par des flots de laves qui interagissent avec la glace de dioxyde de soufre qui recouvre la surface, et non pas de l'exsolution des évents volcaniques. Les observations terrestres en août 1998 ont permis de mesurer brièvement les hautes températures d'une éruption de Masubi, confirmant ainsi qu'elles étaient composées de silicates mafiques voire ultramafiques.
Masubi fut à nouveau observé par la sonde New Horizons le 28 février 2007, lors de son survol du système jovien. Durant ce survol, deux panaches ont été observés autour de Masubi Fluctus à l'embouchure nord des flots de laves. Ils furent cette fois interprétés différemment. Le premier provenait principalement de l'évent et donc d'une exsolvation du magma, alors que le second apparaissait au milieu de la zone où les flots de laves se déversaient produisant le panache par réaction thermique du dioxyde de soufre gelé. Ces deux panaches s'élevaient respectivement à 70 et 80 kilomètres. New Horizons observa aussi un flot de lave de 240 km à Masubi, le plus long flot de lave jamais observé sur Io ou n'importe où ailleurs dans le système solaire. Les deux panaches observés émanaient des côtés nord et sud de ce nouveau flot de lave. Les retombées de ces deux panaches volcaniques produisirent un dépôt sombre bilobé autour de la nouvelle coulée, similaire au dépôt vu durant les survols des sondes Voyager.

## Galerie

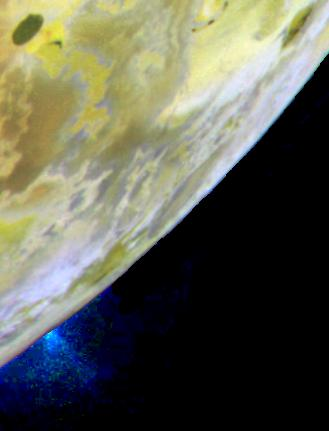
Image du panache de Masubi, prise en fausses couleurs, par la sonde Galileo le 2 juillet 1999.
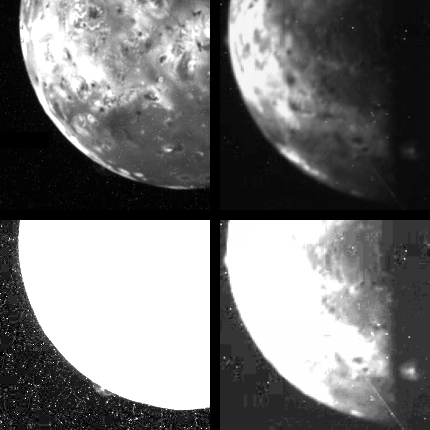
Images en basse résolution du panache volcanique de Masubi prises par Galileo le 14 août 1999.
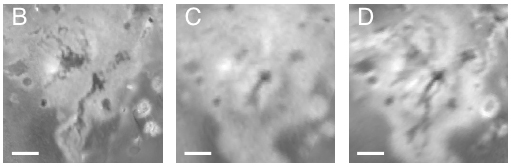
Changement de surface autour de Masubi entre les missions Galileo de 1997 (B) et celles de New Horizons, dix ans plus tard, en 2007 (C et D). Les images de New Horizons révèlent un dépôt en forme bilobé autour d'une nouvelle étendue de lave de 240 km de long